# 杯萼黄耆
杯萼黄耆（学名：Astragalus cupulicalycinus）是豆科黄芪属的植物，为中国的特有植物。分布在中国大陆的新疆等地，生长于海拔550米的地区，常生于荒漠沙地及山坡上，目前尚未由人工引种栽培。